# Park Narodowy „Szuszenskij bor”
Park Narodowy „Szuszenskij bor” (ros. Национальный парк «Шушенский бор») – park narodowy w rejonie szuszeńskim Kraju Krasnojarskiego w Rosji. Jego obszar wynosi 392 km². Park został utworzony dekretem rządu Federacji Rosyjskiej z dnia 3 listopada 1995 roku. Na południowy wschód od niego znajduje się Sajańsko-Szuszeński Rezerwat Biosfery. Zarząd parku znajduje się w miejscowości Szuszenskoje.

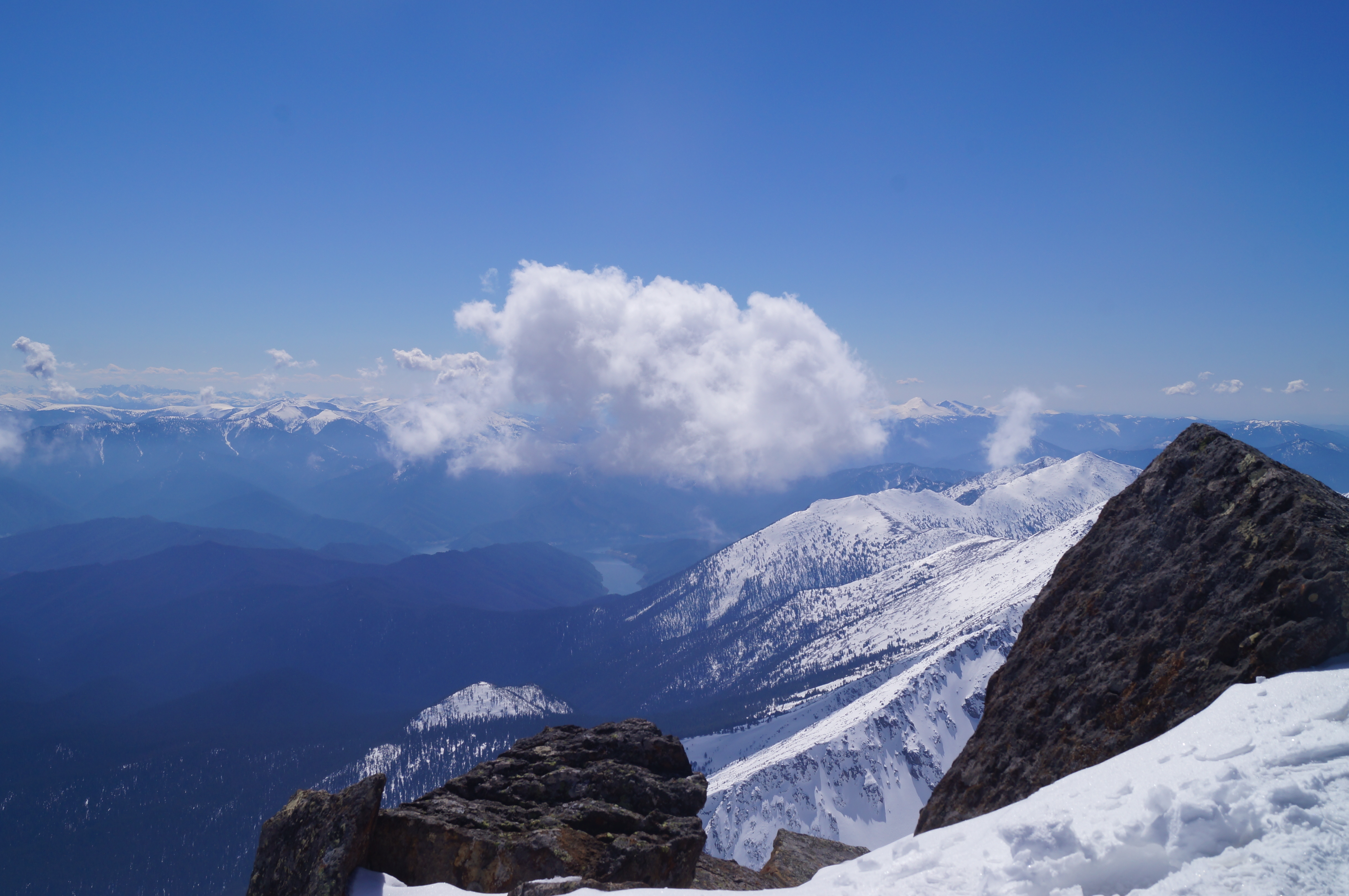
Widok na park narodowy ze szczytu Bolszoj Borus

## Opis
Park narodowy składa się z dwóch części odległych od siebie o 72 km: niewielkiego płaskowyżu w Kotlinie Minusińskiej, na którym występuje roślinność leśno-stepowa (4410 ha) i górskiej tajgi na północnych zboczach Sajanu Zachodniego (34 760 ha), gdzie znajduje się siedem polodowcowych jezior wysokogórskich, m.in.: Wenecja, Banzai i Bolszoje.
W części podgórskiej Sajanu Zachodniego występuje pas lasów iglastych i mieszanych, reprezentowanych przez osikę, sosnę zwyczajną, a czasem sosnę syberyjską. Powyżej znajduje się pas ciemnej tajgi z przewagą jodły syberyjskiej. Szczyty grzbietów zajmują łąki subalpejskie.
Na terenie parku występuje 840 gatunków roślin naczyniowych, 273 gatunki ptaków, 4 rodzaje płazów, 5 rodzajów gadów, 59 gatunków ssaków. Rośnie 27 gatunków rzadkich i zagrożonych roślin. Żyją tu m.in. bociany czarne, orły przednie, bieliki, sokoły wędrowne, dropy zwyczajne, łosie euroazjatyckie, wilki szare, rysie euroazjatyckie, dziki euroazjatyckie, sarny syberyjskie, jelenie szlachetne, bobry europejskie, rybołowy zwyczajne, piżmowce syberyjskie, niedźwiedzie brunatne, sobole tajgowe i gęsi tybetańskie.
Klimat jest ostry kontynentalny: latem temperatura powietrza wzrasta do + 40 °С, zimą spada do -50 °С. Najcieplejszym miesiącem jest lipiec, ze średnią temperaturą +20 °C. Najzimniejszym miesiącem jest styczeń, charakteryzujący się średnią temperaturą -20 °C.